# Melissa Seidemann
Melissa Seidemann, född 26 juni 1990 i Hoffman Estates, Illinois, är en amerikansk vattenpolospelare. Hon ingick i USA:s damlandslag i vattenpolo i den olympiska vattenpoloturneringen i London som USA vann. Hon gjorde sju mål i den turneringen och elva mål vid Panamerikanska spelen 2011. År 2013 utexaminerades hon från Stanford University med psykologi som huvudämne.
Seidemann spelade i det amerikanska landslag som vann den olympiska vattenpoloturneringen 2016 i Rio de Janeiro. Vid den olympiska vattenpoloturneringen 2020 i Tokyo var hon en del i det landslag som tog sitt tredje raka guld.
Seidemann har spelat sju VM för USA och tagit tre guldmedaljer (2015, 2017 och 2019).